# Caradrina ustirena
Caradrina ustirena är en fjärilsart som beskrevs av Jean Baptiste Boisduval 1840. Caradrina ustirena ingår i släktet Caradrina och familjen nattflyn. Inga underarter finns listade i Catalogue of Life.